# Franciszek Jagoda
Franciszek Jagoda (ur. 13 października 1897 w Będzinie, zm. 24 marca 1952 w Dąbrowie Górniczej) – polski działacz samorządowy, od 1950 do śmierci przewodniczący prezydium Miejskiej Rady Narodowej w Dąbrowie Górniczej.

## Życiorys
Do wybuchu I wojny światowej pracował w Hucie Bankowej, następnie przebywał na Morawach. Od 2 maja do 30 czerwca 1921 uczestniczył w III powstaniu śląskim w Siemianowicach Śląskich. W 1922 współorganizował w Ksawerze Robotniczy Klub Sportowy „Wschód” oraz kółko teatralne. Po II wojnie światowej zaangażował się w działalność samorządową, w 1948 współtworzył dąbrowski oddział Związku Bojowników o Wolność i Demokrację. 3 czerwca 1950 został przewodniczącym Prezydium Miejskiej Rady Narodowej w Dąbrowie Górniczej (szefem miejskiej egzekutywy). Funkcję pełnił aż do śmierci dwa lata później.
Pochowano go w Dąbrowie Górniczej.